# Cecropia maxima
Cecropia maxima är en nässelväxtart som beskrevs av Snethlage. Cecropia maxima ingår i släktet Cecropia och familjen nässelväxter. Inga underarter finns listade i Catalogue of Life.